# Brita Lagerström-Hald
Ida Brita Elisabeth Lagerström-Hald, född 7 januari 1878 i Växjö, död 26 juni 1931 i Stockholm, var en svensk målare och keramiker.
Hon var dotter till postmästaren Janne August Lagerström och Ida Charlotta Christina Bergdahl och från 1912 gift med Edward Hald samt mor till Arthur Hald. Hon studerade målning för Endis Bergström och vid Dorphs målarskola i Köpenhamn samt vid Konstnärsförbundets målarskola i Stockholm 1905–1907 och vid Académie Colarossi samt som elev till Matisse i Paris 1908–1909. Tillsammans med sin blivande make reste hon på en studieresa till Rom och Anticoli Corrado 1912 och i samband med hennes vigsel avbröt hon offentligt sin konstnärsbana. Hon medverkade inte i några konstutställningar men 1950 visades en minnesutställning med hennes konst på Smålands museum i Växjö med ett femtiotal målningar. Hennes konst vart till en början målade stilleben och intima landskapsvyer från Växjötrakten och Gotland i en konventionell stil i svala blå, gröna och grå toner. Efter att hon slutade med måleriet utförde hon på uppmaning från Svenska slöjdföreningen en rad dekorerade keramikpjäser i en rustik form. Några av dessa arbeten visades vid en utställning på Nordiska Kompaniet 1917. Lagerström-Hald är representerad vid Moderna museet i Stockholm.
Lagerström-Hald är begravd på Norra begravningsplatsen utanför Stockholm.